# Darien nationalpark
Darien nationalpark ligger i provinsen Darien i Panama. Området blev i 1981 optaget på UNESCOs Verdensarvsliste.
Området omfatter cirka 570 000 hektar af bl.a. regnskov og mangroveskov. Floraen er ligesom faunaen meget varieret.
7°44′10″N 77°32′50″V / 7.7361°N 77.5472°V